# Rock Heavies
Rock Heavies è una raccolta dei Van der Graaf Generator pubblicata nel 1980 da Charisma Records in formato LP

## Tracce
1. Lizard Play – 4:30
2. The Habit of the Broken Hearth – 4:40
3. Lemmings (including Cog) – 11:40
4. A Place to Survive – 10:05
5. La Rossa – 9:52

## Formazione
- Peter Hammill: Voce, chitarra, pianoforte
- Guy Evans: Batteria
- Hugh Banton: Tastiere, basso elettrico
- David Jackson: Sassofono, flauto
- Nic Potter: Basso elettrico
- Graham Smith: Violino
- Charles Dickie: Violoncello